# Expedition 9
L'Expedition 9 è stato il nono equipaggio della Stazione spaziale internazionale.

## Equipaggio
| Ruolo             | Aprile – Ottobre 2004                    |
| ----------------- | ---------------------------------------- |
| Comandante        | Gennadij Padalka, Roscosmos Secondo volo |
| Ingegnere di volo | Michael Fincke, NASA Primo volo          |

## Parametri della missione
- Perigeo: 384 km
- Apogeo: 396 km
- Inclinazione: 51,6°
- Periodo: 1 ora e 32 minuti

- Aggancio: 21 aprile 2004 - 5:01 UTC
- Sgancio: 23 ottobre 2004 - 21:05 UTC
- Durata attracco: 185 giorni, 16 ore e 4 minuti